# 花井吉成
花井 吉成（はない よしなり）は、江戸時代初期の武将。松平忠輝の家老。通称は三九郎、後に松平遠江守の名を許される。

## 生涯
三河国東部に松下氏傍流の家に生まれる。
若くして徳川家康の近習として仕えた。慶長8年（1608年）、家康と側室・茶阿局の子である六男の松平忠輝が川中島藩主・海津城（のちの松代城）城主となると、その家老となる。また、茶阿局の前夫との子・於八（忠輝の異父姉）を妻にした。
慶長15年（1610年）に忠輝は加増され、越後国高田藩主となったが、松代を含む北信濃四郡もそのまま領したので、吉成が城代を務めた。
慶長16年（1611年）8月28日には、忠輝より松代城と2万石の知行が宛行われた。吉成父子は北国街道の改修や、裾花川の瀬直しおよび善光寺平用水の改修や、犀川水系の上堰・中堰・下堰を開削し水田開発をするなどの政策を行ったと伝承されているが、明確な資料はない。これらの土木事業は領民に感謝され、今でも花井神社（長野市小松原）として祀られている。
慶長19年（1614年）松平忠輝配下の海津城主の花井吉成に宛がい与力分として6千石が与えられた中に桑原村、若宮村、内川村の名が見られる。他に更級郡の四ツ屋村、二柳村、とふくじ（東福寺）村、今井村、水内郡のなかごい（中越）村、高井郡の沼目村が列記されている（『花井家文書』）。
慶長18年（1613年）8月21日に死去、法名は摩尼宝殿覚月照徹大禅定門。墓所は長野市松代町松代の西念寺。
吉成の死後、子の義雄（よしたけ、主水正）が待城の城代となり、父の遺領を引き継いだほか慶長19年（1614年）には忠輝より善光寺平の9ヶ村の知行を与えられている。しかし、元和2年（1616年）1月21日の徳川家康死後数ヶ月の後、改易に処され常陸国笠間に配流された。後に上野国高崎に移されている。